# Jareb Dauplaise
Jareb Dauplaise (North Carolina, 18 maart 1979) is een Amerikaans acteur.

## Biografie
Dauplaise werd geboren in een klein dorp in North Carolina, en groeide op in een gezin van drie kinderen. na zijn schooltijd verhuisde hij naar Hollywood voor zijn acteercarrière.
Dauplaise begon in 2002 met acteren in de film Night Terror, waarna hij nog meerdere rollen speelde in films en televisieseries.

## Filmografie

### Films
Uitgezonderd korte films.
- 2017 Medicinally Approved - als Gym Rat (Bruce)
- 2013 Miss Dial – als beller grasmaaier
- 2011 My Trip to the Dark Side – als jongen in televisieshow
- 2011 Cougar Hunting – als Tom
- 2010 The Prankster – als Blotto Wojonowski
- 2009 Frat Party – als Mac
- 2009 Blimp Prom – als Trent
- 2009 Transformers: Revenge of the Fallen – als lid broederschap
- 2009 My Life in Ruins – als Gator
- 2008 The Price – als Takeem Patel
- 2008 Drillbit Taylor – als Jareb
- 2008 Meet the Spartans – als Dilio
- 2007 Lipshitz Saves the World – als jongen
- 2007 Dark Mirror – als lid broederschap
- 2007 Epic Movie – als Nacho Libre
- 2003 Double Deuce – als Grainger
- 2002 Night Terror – als Adam

### Televisieseries
Uitgezonderd eenmalige gastrollen.
- 2016-2017 Seven Bucks Digital Studios - als Ben Affleck - 2 afl.
- 2016 Millennials: The Musical - als Stefan - 3 afl.
- 2010-2011 The Hard Times of RJ Berger – als Miles Jenner – 24 afl.
- 2007 The Suite Life of Zack & Cody – als Wayne Wormser – 4 afl.

- International Standard Name Identifier: 0000 0000 9503 3438
- Library of Congress Control Number: no2010157069
- Virtual International Authority File: 139974265
- WorldCat: E39PBJhxrdHwrhdWCypkf6FHYP